# Gennaro Papi
Pour les articles homonymes, voir Papi.
Gennaro Papi (né le 21 décembre 1886 à Naples et mort le 29 novembre 1941 à New York) était un chef d'orchestre italien spécialisé dans le domaine de l'opéra.

## Biographie
Né à Naples, Gennaro Papi étudie au conservatoire le piano, le violon, l'orgue, la théorie. Puis, après son diplôme occupe différents postes de maître de chapelle, notamment pour le poste de San Severo di Puglia jusqu'en 1906. Ensuite il est chef d'orchestre adjoint à Milan, Varsovie, Turin, Odessa, et enfin, à Londres. Après une Traviata en 1910 à Milan, il devient l'assistant de Cleofonte Campanini à Covent Garden, 
En 1912 il est l'assistant d'Arturo Toscanini pour une tournée en Argentine. Puis au Metropolitan Opera à New York jusqu'au départ du maestro. Il en devient le chef principal du Metropolitan (16 novembre 1916). Pour son premier concert, il dirige Manon Lescaut de Giacomo Puccini. C'est le début de sa carrière : il conduira plus de 600 représentations à New York.
En 1927, il quitte le Metropolitan pour Chicago. responsable d'abord du Festival de Ravinia, puis le premier chef d'orchestre de l'Opéra de Chicago pour les saisons 1933-1934. En moins de quinze jours, il dirige rien moins que Turandot, Madama Butterfly, La Bohème, Aïda, Rigoletto, Cavalleria Rusticana et I Pagliacci. À Chicago il aura pour élève de direction, l'une des premières femmes chef d'orchestre, Ethel Leginska. Il reprend son ancien poste à New York en 1935. 
Papi est mort dans son appartement, quelques heures avant une représentation de La Traviata au Metropolitan, le 29 novembre 1941. Ce soir-là, le concert devant être rediffusé par la radio, le ténor Jan Peerce a donné sa première représentation. Le chef d'origine argentine Ettore Panizza ayant remplacé Papi au pied levé, la nouvelle de sa mort a été retenue jusqu'à la fin de l'exécution.
La discographie de Papi comprend, Le Trouvère (15 février 1936 et 8 janvier 1938) Cavalleria rusticana (2 janvier 1937 et 10 avril 1937), Lucia di Lammermoor (27 février 1937), Aïda (26 février 1938), Rigoletto (11 mars 1939), La Bohème (1938 et 10 février 1940), Don Pasquale (21 décembre 1940), La fille du regiment (28 décembre 1940), Barbier de Séville (1er mars 1941), et de nombreux extraits avec les chanteurs les plus célèbres : Gigli, Bidu Sayão, Ponselle...

## Sources
- (en) Cet article est partiellement ou en totalité issu de l’article de Wikipédia en anglais intitulé « Gennaro Papi » (voir la liste des auteurs).